# Monte Mackellar
Il Monte Mackellar è una vasta montagna dell'Antartide, alta 4295 m che si trova alla testa del ghiacciaio Mackellar e a circa 5 km a sud del Pagoda Peak, nella catena montuosa dei Monti della Regina Alessandra.
La montagna fu scoperta e mappata nel corso della spedizione Nimrod (1907-1909), guidata dall'esploratore polare britannico Ernest Shackleton e venne così denominata in onore di Campbell Duncan Mackellar (1859-1925), una dei finanziatori privati della spedizione inglese.